# Carmen Motta
Carmen Motta (Parma, 6 aprile 1952) è una politica italiana, deputata per tre legislature, dal 2001 al 2013.

## Biografia
Esponente dei Democratici di Sinistra di Parma, viene eletta per la prima volta deputata alle elezioni del 2001 per la coalizione dell'Ulivo nel collegio uninominale di Parma centro con il 53,3% dei voti. Conferma il proprio seggio anche a quelle del 2006 nella lista dell'Ulivo. 
Aderisce poi al neonato Partito Democratico, con il quale alle elezioni politiche del 2008 viene rieletta deputata della XVI legislatura della Repubblica Italiana nella circoscrizione XI Emilia-Romagna. Termina il proprio mandato parlamentare nel 2013.
Appoggia il fronte del Sì al referendum costituzionale del dicembre 2016.